# 奥列格·涅姆钦诺夫
奥列格·尼古拉耶维奇·涅姆钦诺夫（烏克蘭語：Олег Миколайович Немчінов；1977年5月1日—），乌克兰政治人物，于2020年3月4日担任内阁事务部长。2017年至2020年间，他也担任青年和体育部国务秘书。